# 6 хилядолетие пр.н.е.
| 30 | 29 | 28 | 27 | 26 | 25 | 24 | 23 | 22 | 21 | 20 | 19 | 18 | 17 | 16 | 15 | 14 | 13 | 12 | 11 | 10 | 9 | 8 | 7 | 6 | 5 | 4 | 3 | 2 | 1 | пр.н.е. << >> сл.н.е. | 1 (1–1000) | 2 (1001–2000) |

Шестото хилядолетие (VI) обхваща периода от началото на 6000 г. пр.н.е. до края на 5001 г. пр.н.е.

## Събития
- Британия се отделя от европейската земя, заради стопяване на глетчер.
- ок. 5567 г. или 5510 пр.н.е. – Босфора се прекъсва и солена вода от Средиземно море създава Черно море. Предполага се, че това е природното бедствие, описано в легендата за Потопа.
- Средиземноморската територия има мусонски климат.
- Винчанска култура, 5400 – 4500 пр.н.е. в Югоизточна Европа